# Црква - спомен костурница Вазнесења Христовог
Црква - спомен костурница Вазнесења Христовог, заједно са комплексом споменика ранијих ратова у Дубљу, код Богатића, представљају као целина непокретно културно добро као споменик културе од великог значаја.

## Историјат
Цркву су саградили 1936. године становници Дубља са свештеником Грујом Грујевићем и те године, 22. новембра, била је освећена од стране владике шабачко-ваљевског г-дина Симеуна Станковића, посвећена обележавању 120. годишњице Боја на Дубљу, који се одиграо 26. јула 1815. године, када је Милош Обреновић поразио босанску турску војску. Пре ове цркве у селу је била капела која је служила у богослужбене сврхе. Недалеко од данашњег храма налази се место које народ зове „црквиште“. 
У данашњој цркви сахрањено је више од хиљаду посмртних остатака погинулих српских, и у мањем броју, аустријских ратника. 
У овом храму смештени су остаци палих војника Аустроугарске и српских војника из Првог светског рата, из Мачванског округа. На основу сачуване документације, укупан број остатака војника је 258. Од тога је, према запису из сачуваног писма председника Одбора за изградњу костурнице и смештање посмртних остатака палих војника, 166 „чехословачког“, а 92 српског порекла. Спискови са именима, нажалост, нису сачувани. Ови остаци палих војника превезени су 1936. године из Сремске Раче у Дубље, где је донета одлука о изградњи централне костурнице за овај округ.
На спомен - плочи која је узидана ма западној фасади стоји уклесан натпис:
"СПОМЕН КОСТУРНИЦА ОНИХ КОЈИ У РАТОВИМА ИЗГИНУШЕ КАО НЕПРИЈАТЕЉИ, ПА ИХ СМРТ ИЗМИРИ.
БОЉЕ ЈЕ ЧОВЕКУ ДА БУДЕ ПРИЈАТЕЉ СВИХ НАРОДА, ПА ДА ЗА ЖИВОТА ИМА КОРИСТ РАТНИЦИ 1914—1918. Г. ПАЛИ У МАЧВИ
ПОДИГНУТА ТРУДОМ ДУБЉАНА И ПОМОЋУ МИНИСТАРСТВА ПРАВДЕ 1936. ГОДИНЕ“

## Изглед храма
Храм у Дубљу рађен је под утицајем моравске стилске групе са основом развијеног триконхоса. Поред централног дела изнад кога се диже осмострана купола, на западу је припрата са звоником изнад. Олтарска апсида, као и певнице споља су петостране, а изнутра кружне. Купола почива на четири масивна и декорисана стуба. Стубови имају прстенасту стопу, ваљкасто стабло без украса и квадратне основе капител, чија декорација је у облику стилизованог лишћа са розетом у центру. Као што доликује црквама развијеног тролиста централни део грађевине је простран. Олтар је мали са две нише са северне и јужне стране које служе за проскомидију и ђаконикон. Припрата је у односу на наос мала са два идентична простора, лево и десно од главног улаза. Са северне стране је мања просторија из које се излази на галерију и звоник и степенице које воде у крипту која је смештена испод овог простора. Јужна просторија је идентична и случи за паљење свећа.
Споља је грађевина богато декорисана. Начин зидања подржава српско-византијски стил, с тим што су зидови прекречени „прсканом“ фасадом. Дуж свих зидова теку хоризонтални венци који деле фасаде на три дела. Западна фасада није посебно украшена у односу на остале: на њој је главни портал са лунетом изнад у којој је сликана представа Христовог Вазнесења; изнад лунете је розета, а све је смешетно у ниши која се лучно завршава. Лук је посебно декорисан тордираним ужетом и двоструком траком увијеном у облику осмице. Око розете два увијена ужета уоквирују венац од стилизованог лишћа. На бочним фасадама примењена је потпуна симетричност.
Олтарска апсида и певнице декорисани су на исти начин. Црква има мању иконостасну преграду са редом престоних икона. Преграда делује масивно са ваљкастим стубовима који су декорисани богатим капителима. Поред ове на прегради се налази дуборезна декорација изнад престоних икона као и изнад двери. Иконе је радио академски сликар Стеван Чалић из Шапца, а преграду столар Ђенадић из Клења. Од старих књига црква поседује само једно јеванђеље штампано у Русији током друге половине седамнаестог века.

## Споменици у порти
Југоисточно од храма подигнут је постамент на коме су смештени: споменик ратницима ослободилачких ратова Србије од 1912. до 1918. године; спомен обележје учесницима НОР-а 1941-1945. године. Поред овог постамента до цркве је постављена биста војводе Милића Дринчића истакнутог јунака из устанака са почетка 19. века (1804—1815).